# América de Cali
Corporación Deportiva América sau América de Cali este un club columbian de fotbal, cu sediul în Santiago de Cali. Joacă în prezent în doua divizie columbiană. Arena unde își dispută meciurile de acasă este stadionul Pascual Guerrero.

## Lotul actual
La 3 august 2025.
| Nr. |           | Poziție | Jucător                                            |
| --- | --------- | ------- | -------------------------------------------------- |
| 1   | Venezuela | P       | Joel Graterol                                      |
| 2   | Columbia  | F       | Daniel Bocanegra                                   |
| 3   | Columbia  | F       | Éder Álvarez Balanta                               |
| 4   | Columbia  | F       | Andrés Mosquera                                    |
| 5   | Columbia  | M       | Josen Escobar                                      |
| 6   | Columbia  | F       | Cristian Tovar                                     |
| 7   | Columbia  | M       | Cristian Barrios                                   |
| 8   | Columbia  | M       | Dylan Borrero                                      |
| 9   | Peru      | A       | Luis Ramos (împrumutat de la Cusco)                |
| 10  | Columbia  | M       | Rafael Carrascal                                   |
| 11  | Venezuela | A       | Jhon Murillo                                       |
| 12  | Columbia  | P       | Jorge Soto                                         |
| 13  | Columbia  | F       | Mateo Castillo                                     |
| 14  | Columbia  | F       | Marcos Mina                                        |
| 16  | Columbia  | F       | Brayan Correa                                      |
| 17  | Columbia  | M       | Jan Lucumí (împrumutat de la Boca Juniors de Cali) |
| 19  | Columbia  | M       | Luis Alejandro Paz                                 |

| Nr. |           | Poziție | Jucător                                             |
| --- | --------- | ------- | --------------------------------------------------- |
| 21  | Columbia  | M       | Sebastián Navarro (împrumutat de la Fortaleza CEIF) |
| 22  | Malaysia  | A       | Rodrigo Holgado                                     |
| 24  | Columbia  | F       | Jean Pestaña (împrumutat de la Deportivo Pereira)   |
| 27  | Uruguay   | P       | Santiago Silva                                      |
| 28  | Columbia  | A       | Dominic Hernández                                   |
| 29  | Columbia  | M       | José Cavadía                                        |
| 30  | Columbia  | F       | Manuel Caicedo (împrumutat de la Inter Palmira)     |
| 31  | Columbia  | F       | Omar Bertel                                         |
| 32  | Argentina | M       | Franco Leys                                         |
| 33  | Columbia  | M       | Joel Romero                                         |
| 34  | Columbia  | A       | Yojan Garcés                                        |
| 47  | Columbia  | P       | Alexis Sinisterra                                   |
| 77  | Columbia  | M       | Kener González (împrumutat de la Inter Palmira)     |
| 88  | Columbia  | A       | Jhon Tilman Palacios                                |
| 92  | Columbia  | F       | Yerson Candelo                                      |
|     | Columbia  | P       | David Quintero                                      |